# 2005 par pays en Asie
Les évènements de l'année 2005 en Asie. 
2003 par pays en Asie - 2004 par pays en Asie - 2005 - 2006 par pays en Asie - 2007 par pays en Asie

## Inde
- Mercredi 26 janvier : Bilan officiel de la bousculade de pèlerins aux abords du temple de Manher Devi à 260 km au sud-est de Bombay : 267 morts piétinés ou brûlés dans l'enceinte du temple.